# Tindersticks
Tindersticks er et britisk band, der spiller alternativ rock/pop. Bandet blev officielt dannet 1991 som The Asphalt Ribbons. Deres første demokassette indspillede de 1992, allerede før de skrev kontrakt med Tippy Toe Records for deres første single "Patchwork".
1994 spillede Tindersticks på Roskilde Festivals blå Scene.
2022 spillede Tindersticks sin 30-års jubilæumsturné, og besøgte Danmark i maj måned.

## Medlemmer
Nuværende medlemmer
- Stuart Ashton Staples (født 14. november 1965) – vokal, guitar
- Neil Timothy Fraser (født 22. november 1962) – guitar
- David Leonard Boulter (født 27. februar 1965) – keyboards, percussion
- Dan McKinna – basguitar
- Earl Harvin – trommer

Tidligere medlemmer
- Dickon James Hinchliffe (født 9. juli 1967) – violin, guitar, vokal
- Alastair Robert de Villeneuf Macaulay (født 2. august 1965) – trommer, percussion
- Mark Andrew Colwill (født 12. maj 1960) – basguitar
- Thomas Belhom – trommer
- David Kitt (født 1975 i Dublin) – guitar, vokal

## Diskografi
- 1993 – Tindersticks (1st)
- 1995 – Tindersticks (2nd)
- 1997 – Curtains
- 1999 – Simple Pleasure
- 2001 – Can Our Love...
- 2003 – Waiting For The Moon
- 2008 – The Hungry Saw
- 2010 – Falling Down A Mountain
- 2012 – The Something Rain
- 2013 – Across Six Leap Years
- 2016 – The Waiting Room
- 2019 – No Treasure but Hope
- 2021 – Distractions
- 2024 – Soft Tissue